# Excalibur
Excalibur je bil v sagah opisovan meč mitskega kralja Arturja. Okrog njega se vrti v Veliki Britaniji (in drugje) znana saga o vitezih okrogle mize.
Po legendi je bil nosilec Excaliburja nepremagljiv. Zasajen je bil v kamen in le pravi vladar ga bi lahko izvlekel. Potem, ko je poskušalo izvleči ta meč več znanih vitezov in drugih plemičev in pri tem niso uspeli, je prišel h kamnu Artur, sin angleškega kralja Utherja Pendargona. Čarovnik Merlin je Arturju pokazal kamen z mečem in mu omogočil preizkus, ki je seveda po legendi uspel. Ko je kralj Artur padel v bitki s sinom Mordredom so vrgli Excalibur v morje, kjer še vedno počiva in čaka na novega pravega kralja Anglije.